# Culcairn

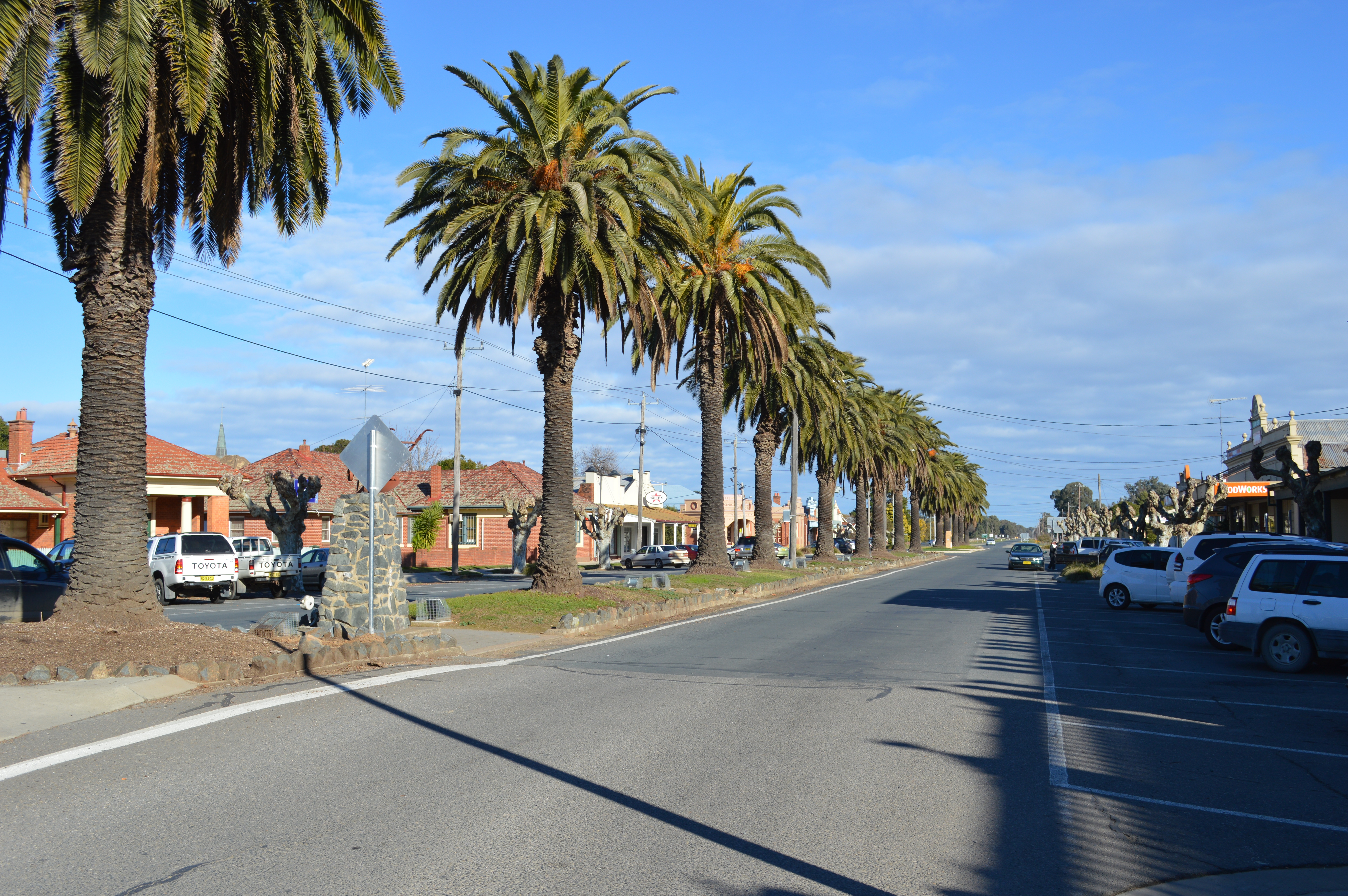
Balfour Street, główna ulica Culcairn

Culcairn – miasto w Australii, w stanie Nowa Południowa Walia.